# لیک سیسشن (کارولینای جنوبی)
لیک سیسشن(به انگلیسی: Lake Secession) شهری در ایالت کارولینای جنوبی کشور ایالات متحده آمریکا است که جمعیت آن در سرشماری سال ۲۰۱۰ میلادی، ۱٬۰۸۳ نفر بوده‌است.